# Abegg (Familienname)
Abegg ist ein deutschsprachiger Familienname.

## Namensträger
- Alfred Abegg (Politiker, 1905) (1905–2002), Schweizer Politiker (CVP)
- Alfred Abegg (Politiker, 1914) (1914–1998), Schweizer Politiker (SP)
- August Abegg (1861–1924), Schweizer Textilunternehmer
- Bruno Abegg (1803–1848), preußischer Politiker
- Carl Abegg (Unternehmer) (1860–1943), Schweizer Textilindustrieller
- Carl Abegg-Arter (1836–1912), Schweizer Kaufmann und Bankier
- Carl Heinrich Abegg (1823–??), deutscher Kaufmann und Handelsrichter
- Carl Julius Abegg (1891–1973), Schweizer Unternehmer und Lyriker
- Claire von Abegg (1874–1935), deutsche Adlige und frühe Unterstützerin Hitlers
- Eduard Abegg (1845–1889), Schweizer Ingenieur
- Elisabeth Abegg (1882–1974), deutsche Pädagogin und Widerstandskämpferin
- Emil Abegg (1885–1962), Schweizer Indologe
- Georg Friedrich Heinrich Abegg (1826–1900), Altpreußische Biographie 1, S. 1
- Georg Philipp Abegg (1761–1833), Kaufmann
- Georges Abegg (1888–1963), Schweizer Bauingenieur
- Gottfried August Abegg (1775–1816), Altpreußische Biographie 1, S. 1
- Heinrich Abegg (Mediziner) (1826–1900), deutscher Gynäkologe
- Heinrich Abegg (Politiker) (1904–1984), Schweizer Politiker

- Johann Friedrich Abegg (Politiker) (1761–1840), deutscher Kaufmann und Politiker, Senator in Bremen
- Johann Friedrich Abegg (Theologe) (1765–1840), deutscher evangelischer Theologe
- Johann Jakob Abegg (1834–1912), Schweizer Politiker
- Johann Wilhelm Abegg (1768–1806), deutscher Theologe
- Josef Dominik Abegg (1759–1826), Schweizer Schulmann und Musiker
- Julius Abegg (1796–1868), deutscher Strafrechtler und Hochschullehrer
- Lily Abegg (1901–1974), Schweizer Journalistin und Autorin
- Marisa Abegg (* 1987), US-amerikanische Fußballspielerin
- Martin Abegg (* 1950), US-amerikanischer evangelischer Theologe und Qumranforscher
- Meta Abegg (1810–1835), deutsche Pianistin, Inspiration für Robert Schumanns Abegg-Variationen
- Philipp Julius Abegg (1760–1827), Kaufmann, Fischereidirektor und niederländischer Konsul in Emden
- Richard Abegg (1869–1910), deutscher Chemiker und Luftfahrtpionier
- Waldemar Abegg (1873–1961), preußischer Regierungspräsident
- Werner Abegg (1903–1984), Schweizer Textilindustrieller und Sammler
- Wilhelm Abegg (Bankmanager) (1834–1913), deutscher Bankmanager und Regierungsbeamter
- Wilhelm Abegg (Politiker) (1876–1951), deutsch-schweizerischer Staatssekretär